# Arcola (Illinois)
Arcola es una ciudad en el condado de Douglas en el estado estadounidense de Illinois. En el año 2010 tenía una población de 2,916 habitantes y una densidad poblacional de 804,2 personas por km². La ciudad fue fundada en 1855, cuando el Ferrocarril Central de Illinois fue construido a través del condado. El propio ferrocarril fue responsable de la topografía, planos catastrales y la fundación de la ciudad.

## Geografía

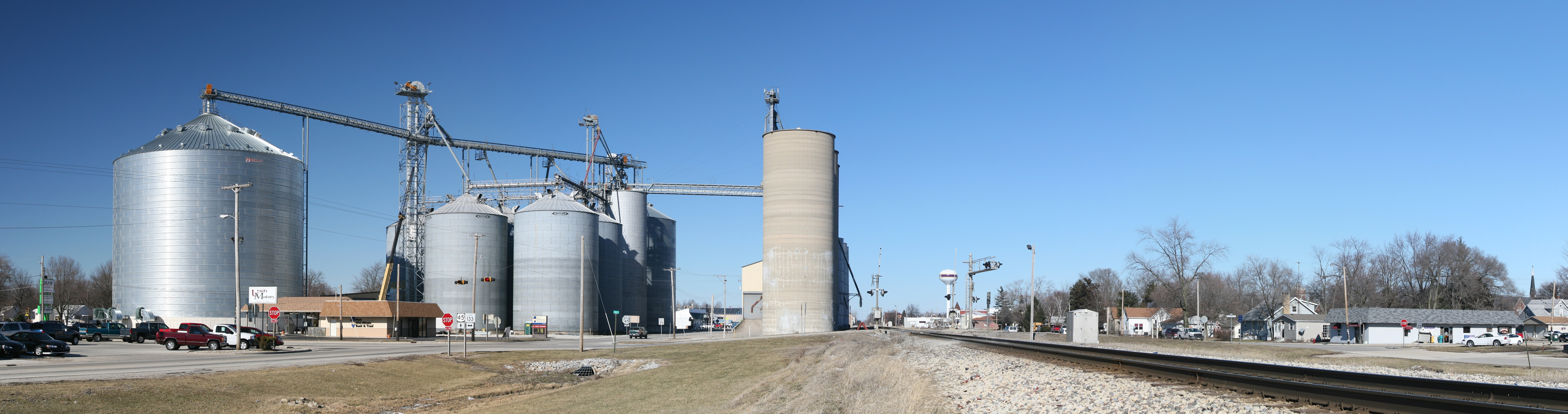
Elevadores de grano en la intersección de la Ruta 133 de Illinois y la Ruta 45 de EU.

Arcola se localiza a 39°41′1″N 88°18′21″O / 39.68361, -88.30583 (39.683545, -88.305844).  La Ruta 45 recorre a través de la ciudad. De acuerdo a la Oficina del Censo de los Estados Unidos, la ciudad tiene un área de 1.4 millas cuadradas (3.6 km²), de los cuales, 1.4 millas cuadradas (3.5 km²) son de tierra y 0.04 millas cuadradas (0.1 km²) (1.44%) es agua.

## Demografía
Según el censo de 2010, había 2916 personas residiendo en Arcola. La densidad de población era de 804,2 hab./km². De los 2916 habitantes, Arcola estaba compuesto por el 85.6% blancos, el 0.31% eran afroamericanos, el 0.21% eran amerindios, el 0.93% eran asiáticos, el 0% eran isleños del Pacífico, el 11.39% eran de otras razas y el 1.58% pertenecían a dos o más razas. Del total de la población el 29.84% eran hispanos o latinos de cualquier raza.